# Federação São Paulo de Futebol de Salão
A  Federação São Paulo de Futebol de Salão - FSPFS  é a entidade que regula o futebol de salão no Estado de São Paulo, sendo filiada à CNFS - Confederação Nacional de Futebol de Salão. É responsável pela organização do Campeonato Paulista de Futebol de Salão AMF, regido nas regras FIFUSA/AMF. Sucedeu ao legado da histórica Associação Paulista de Futebol de Salão que por vários anos foi responsável pelas competições da modalidade no estado de São Paulo.